# Temnothorax albipennis

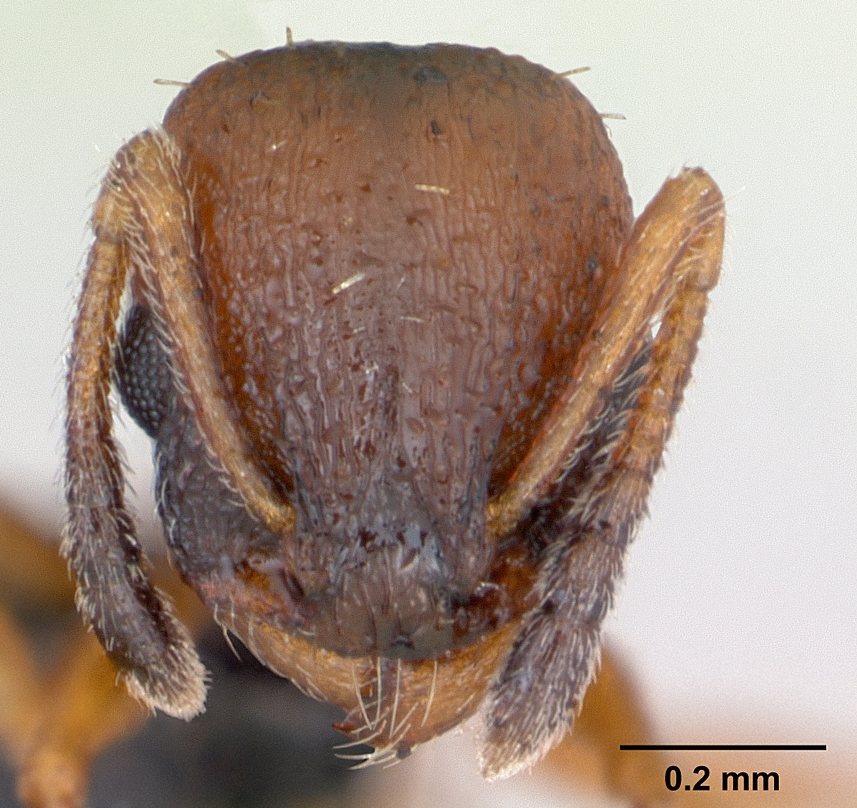
Голова спереди

Temnothorax albipennis  (лат.) — вид мелких по размеру муравьёв трибы Crematogastrini из подсемейства Myrmicinae семейства Formicidae. Встречаются в Европе: Австрия, Великобритания, Германия, Испания, Италия, Нидерланды, Польша, Словения, Украина, Франция, Чехия. Мелкие желтовато-бурые муравьи (2-3 мм). В колониях Temnothorax albipennis паразитирует муравей Myrmoxenus ravouxi (André, 1896).

## Поведение
У Temnothorax albipennis наблюдается интерактивное обучение. Осведомлённый фуражир приводит товарища к недавно открытому источнику питания с помощью тандемного бега (Tandem running). «Ученик» получает информацию от «лидера». При этом «лидер» и «ученик» всегда находятся в контакте и следят за продвижением друг друга: «учитель» замедляется, когда «ученик» отстаёт, и ускоряется, когда ученик слишком близко. При этом сам по себе учитель достиг бы корма в четыре раза быстрее. Получив урок, «ученики» зачастую сами становятся «учителями», таким образом информация о положении корма распространяется по всему гнезду.
Temnothorax albipennis избегают участков с мёртвыми муравьями, так как это может указывать на наличие болезней или вредителей. Они немедленно отказываются от строительства гнезда при первых признаках угрозы.
Лабораторными исследованиями доказано наличие в муравейниках Temnothorax albipennis небольшой доли более активных рабочих особей-разведчиков, которые активизируют перемещения других менее активных муравьёв.
Муравьи-последователи тандемного бега узнают определенные маршруты от своих лидеров. Самостоятельные путешествия обратно к источнику пищи значительно больше похожи на маршруты, по которым вели муравьев, по сравнению с маршрутами, по которым следовали другие тандемные маршруты. Напротив, путь домой не был похож на маршрут тандемного бега. Вероятно, последователи запоминают визуальные подсказки во время тандемного бега, которые полезны для повторения пути наружу, но не так эффективны, когда они смотрят в противоположном направлении на пути домой.
Во время миграции муравьи T. albipennis физически переносят сородичей одного за другим из дома на новое место гнездования. В этом методе, называемом «социальным ношением» («social carrying» по Möglich and Hölldobler, 1974), вербовщик несёт транспортируемого, свернувшись калачиком, над его телом лицом вниз. Из-за позы транспортируемого и высокой скорости ходьбы переносчика (примерно в 3 раза быстрее, чем при тандемном беге) предполагается, что транспортируемые муравьи Temnothorax не изучают маршруты во время этого переноса (например, Pratt, 2005).
На муравьях обнаружены паразитические грибки Myrmicinosporidium durum (Chytridiomycetes).